# Carolina Nonell
Carolina Nonell Masjuan (Barcelona, 1927) es una historiadora y escritora española.

## Biografía
Nacida en 1927 en Barcelona y hermana de Carmen Nonell, fue autora de títulos como Retos de la arquitectura ibérica en España (1970), Isidro Nonell; su vida y su obra (1963) sobre su tío el pintor y dibujante Isidro Nonell, Fortún García de Ercilla y su «Tratado de la guerra y el duelo» (1963) y Herejías sociales del mundo antiguo y medieval (1978), descrita por Manuel Riu  Riu como un «resumen vulgarizador» con «errores de bulto», además de estudios sobre la villa romana de Gárgoles de Arriba y Cifuentes, en la provincia de Guadalajara. 